# رون غليك
رون غليك هو لاعب كرة قدم وعارض إسرائيلي، ولد في 23 يناير 1985 في برانفورد ‏ في الولايات المتحدة. شارك مع منتخب إسرائيل تحت 19 سنة لكرة القدم. أما مع النوادي، فقد لعب مع Maccabi Herzliya F.C. ‏.